# Kyoto prefektur
Kyōto prefektur (京都府; Kyōto-fu) är en del av Kansairegionen på ön Honshu i Japan. Residensstaden är Kyoto.

## Administrativ indelning
Prefekturen var år 2016 indelad i femton städer (-shi) och elva kommuner (-chō eller -mura).
Kommunerna grupperas i sex distrikt (-gun). Distrikten har ingen administrativ funktion utan fungerar i huvudsak som postadressområden.

### Städer
Kyoto har speciell status som signifikant stad (seirei shitei toshi).
- Ayabe, Fukuchiyama, Jōyō, Kameoka, Kizugawa, Kyōtanabe, Kyōtango, Kyoto, Maizuru, Miyazu, Mukō, Nagaokakyō, Nantan, Uji, Yawata

### Distrikt och kommuner
| - Funai distrikt - Kyōtamba - Kuse distrikt - Kumiyama - Otokuni distrikt - Ōyamazaki | - Sōraku distrikt - Kasagi - Minamiyamashiro - Seika - Wazuka | - Tsuzuki distrikt - Ide - Ujitawara - Yosa distrikt - Ine - Yosano |

## Galleri

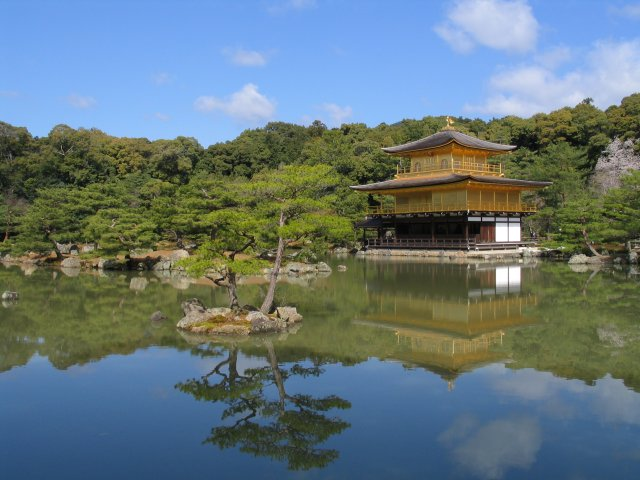
Kinkaku-ji i Kyōto
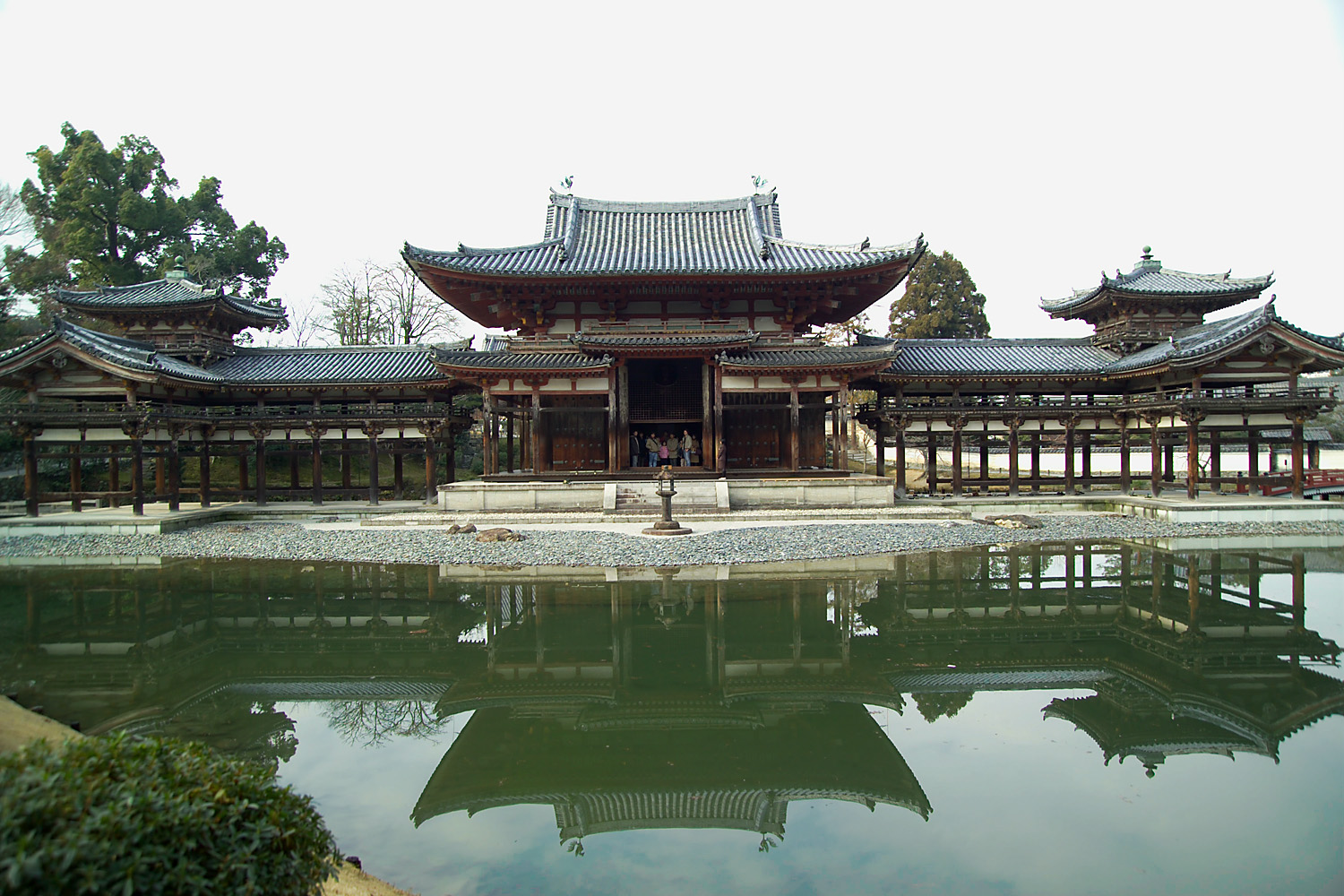
Byōdō-in-templet i Uji
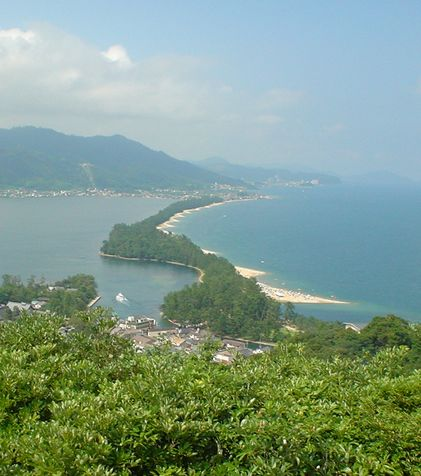
Amanohashidate

## Demografi
Kyoto prefekturs befolkning 1 oktober 2003 efter ålder

(1000-tal personer)
| Ålder | Invånare |
| ----- | -------- |
| 0-4   | 117      |
| 5-9   | 117      |
| 10-14 | 123      |
| 15-19 | 143      |
| 20-24 | 182      |
| 25-29 | 206      |
| 30-34 | 202      |
| 35-39 | 169      |
| 40-44 | 151      |
| 45-49 | 147      |
| 50-54 | 202      |
| 55-59 | 198      |
| 60-64 | 178      |
| 65-69 | 153      |
| 70-74 | 130      |
| 75-79 | 100      |
| 80 +  | 124      |

Kyoto prefekturs befolkning 1 oktober 2003 efter ålder och kön

(1000-tal personer)
| Män | Ålder | Kvinnor |
| --- | ----- | ------- |
| 60  | 0-4   | 57      |
| 60  | 5-9   | 57      |
| 63  | 10-14 | 60      |
| 74  | 15-19 | 69      |
| 91  | 20-24 | 91      |
| 104 | 25-29 | 102     |
| 100 | 30-34 | 102     |
| 83  | 35-39 | 86      |
| 74  | 40-44 | 77      |
| 72  | 45-49 | 75      |
| 98  | 50-54 | 104     |
| 96  | 55-59 | 102     |
| 86  | 60-64 | 92      |
| 73  | 65-69 | 80      |
| 60  | 70-74 | 70      |
| 42  | 75-79 | 58      |
| 37  | 80 +  | 87      |